# (6482) Steiermark
(6482) Steiermark es un asteroide perteneciente al cinturón de asteroides, región del sistema solar que se encuentra entre las órbitas de Marte y Júpiter, descubierto el 10 de enero de 1989 por Freimut Börngen desde el Observatorio Karl Schwarzschild, en Tautenburg, Alemania.

## Designación y nombre
Designado provisionalmente como 1989 AF7. Fue llamado así por la provincia austríaca también conocida como Estiria, cuya capital es Graz. El territorio fue colonizado por los ilirios y luego por los celtas. Más tarde formó parte de las provincias romanas de Nórico y Panonia. El escritor Peter Rosegger (1843-1918) y el director de orquesta Karl Böhm (1894-1981) nacieron en Estiria. En esta región se crían los caballos lipizzanos blancos de la escuela de equitación de la Corte Española en Viena.

## Características orbitales
Steiermark está situado a una distancia media del Sol de 3,164 ua, pudiendo alejarse hasta 3,578 ua y acercarse hasta 2,751 ua. Su excentricidad es 0,131 y la inclinación orbital 0,565 grados. Emplea 2055,80 días en completar una órbita alrededor del Sol.
Los próximos acercamientos a la órbita de Júpiter ocurrirán el 19 de agosto de 2083, el 8 de abril de 2094 y el 5 de diciembre de 2104.
Pertenece a la familia de asteroides de (24) Themis.

## Características físicas
La magnitud absoluta de Steiermark es 13,63. 